# Kauza CIA
Kauza CIA (v anglickém originále The Good Shepherd) je americké filmové drama z roku 2006. Režisérem filmu je Robert De Niro. Hlavní role ve filmu ztvárnili Matt Damon, Angelina Jolie, Robert De Niro, Alec Baldwin a William Hurt. Film byl natočen podle skutečné události.

## Ocenění
Film byl nominován na Oscara v kategorii nejlepší výprava.

## Obsazení
| Matt Damon      | Edward Wilson           |
| Angelina Jolie  | Margaret Russell Wilson |
| Robert De Niro  | William Sullivan        |
| Alec Baldwin    | Samuel Murach           |
| William Hurt    | Philip Allen            |
| Joe Pesci       | Joseph Palmi            |
| John Turturro   | Ray Brocco              |
| Billy Crudup    | Archibald Cummings      |
| Tammy Blanchard | Laura                   |
| Michael Gambon  | Dr. Fredericks          |
| Timothy Hutton  | Thomas Wilson           |
| John Sessions   | Valentin Mironov        |
| Martina Gedeck  | Hanna Schiller          |
| Gabriel Macht   | John Russell Jr.        |
| Eddie Redmayne  | Edward Wilson Jr.       |